# 咱们裸熊：大电影
《咱们裸熊：大电影》（英語：We Bare Bears: The Movie）是一部2020年于美国上映的动画喜剧电影，改编自Cartoon Network电视台播出的的同名動畫。电影由卡通频道工作室出品，于2020年6月30日由卡通頻道在北美数码影院平台上映。电影由系列创作者丹尼爾·鍾执导， 基于Mikey Heller 和 Kris Mukai 的故事改编，由系列常客Eric Edelstein 、 Bobby Moynihan和Demetri Martin分别为灰熊、熊猫和白熊配音；马克·埃文·杰克逊（ Marc Evan Jackson ）饰演特劳特特工（Trout），基思·弗格森（Keith Ferguson）饰演墨菲警官（Murphy）。这部电影是咱们裸熊系列剧的完结篇。
为了被社区接纳，三只熊兄弟灰熊、熊猫和白熊不知不觉地在整个旧金山湾区造成了严重破坏，引发了居民的大量投诉。为了将他们驱除出社区，野生动物控制特工特劳特试图无情地将兄弟俩分开，迫使三只熊逃离湾区并到加拿大避难。一路上，熊队坚守“终生兄弟”的承诺，同舟共济，共度难关。这部电影讲述了在美国成为少数族裔的感觉，探讨了认命心理、家庭分离和种族歧视等主题，电影对这些主题的探讨，相比作为美国亚裔导演 Chong 在电视剧中以诙谐的方式引出的相似主题更为深入。
这部电影于2020年9月7日在卡通頻道上进行了电视首映。 上映后得到了影评人的正面回应，他们称赞这部电影保持了电视剧的出色表现。在咱们裸熊系列和电影结束后，一部名为《咱们小熊》（We Baby Bears）的衍生电视剧于2022年1月1日上映。